# Radomír Špetík
Radomír Špetík (Radomir Spetik), né le 31 mai 1959, est un mathématicien tchèque. Il est l'auteur de plusieurs brevets.

## Son travail
Le brevet le plus important concerne la détermination et l'éradication du cancer, qui a été publié en 2000. Ce brevet parle du diagnostic fait à temps avant qu'il soit possible de constater la maladie du point de vue clinique.
Prof. ing. Jan Soch, CSc a écrit son expertise sur ce brevet.

Ce brevet a dû s'opposer à trois autres brevets qui parlent de la problématique similaire:

1) WO 9111117 A University of Texas

2) EP 0 596717A Chandra Consultants Belgium

3) RU 2 018833 C Ivanovskij NII Materinstva